# Virus des taches nécrotiques de l'impatiente
Orthotospovirus impatiensnecromaculae
Espèce
Synonymes
- Impatiens necrotic spot orthotospovirus (ICTV, 2016)
- Impatiens necrotic spot tospovirus (ICTV, 2015)
- Impatiens necrotic spot virus (ICTV, 1995)

Orthotospovirus impatiensnecromaculae, le virus des taches nécrotiques de l'impatiente (INSV, Impatiens necrotic spot orthotospovirus), est une espèce de virus de la famille des Tospoviridae. C'est un virus à ARN monocaténaire à polarité négative,  au génome tripartite, classé dans le groupe V de la classification Baltimore. Il a été considéré à l'origine comme une autre souche du virus de la maladie bronzée de la tomate (Tomato spotted wilt virus), mais des recherches génétiques ont révélé qu'il s'agissait de deux virus distincts.
L'INSV est largement disséminé par un insecte vecteur, le thrips des petits fruits (Frankliniella occidentalis).
L'INSV infecte les cellules en injectant l'ARN que contient le virus dans la cellule qui commence alors à utiliser ses ressources propres pour transcrire ce que l'ARN du virus commande.

## Cycle de la maladie
La maladie est provoquée par un virus à ARN monocaténaire qui s'injecte dans la cellule-hôte, puis celle-ci duplique la séquence d'ARN ainsi que la protéine d'enveloppe utilisée pour « déguiser » l'ARN. La cellule infectée commence également à créer des protéines de mouvement qui facilitent le mouvement du virus à travers la plante, ce qui rend les plasmodesmes (connexions entre les cellules végétales) suffisamment grands pour permettre au virus de se déplacer dans toute la plante. Le virus peut alors également infecter d'autres plantes soit par la sève infectée, soit par un vecteur, tel qu'un insecte, qui permet de recommencer le cycle dans une autre plante.

## Hôtes
Ce virus phytopathogène infecte plus de 648 espèces de plantes, parmi lesquelles figurent nombre de cultures horticoles et agricoles, telles que fuchsia, tomate, orchidées et laitue (en particulier la romaine).
Parmi la gamme de plantes-hôtes se trouvent aussi bien des mauvaises herbes, des plantes fruitières, des légumes que des cultures ornementales. 
Les plus gravement affectées sont notamment la tomate, la laitue, le piment et le poivron et la menthe poivrée, ainsi que la plupart des plantes ornementales.

## Symptômes
Comme son nom l'indique, le principal symptôme visible sur les plantes infectées est constitué par des taches nécrotiques qui apparaissent sur les feuilles. Les autres symptômes de l’infection sont notamment l'enroulement des feuilles vers le bas, le dépérissement de l'apex des feuilles, le rabougrissement des plantes, une nécrose du bout des feuilles en croissance, des taches enfoncées en forme de « varicelle » sur les feuilles (souvent entourées d'un halo), la mort de la tige et le jaunissement. Étant donné que ces symptômes sont très génériques, une extrême prudence doit être de rigueur lors de l'introduction de nouvelles plantes dans une serre. Les plantes infectées sont incurables et toutes ne présentent pas des symptômes visibles.
La température et la nature de la plante-hôte sont des facteurs importants pour apprécier les symptômes qu'une plante infectée par l'INSV peut  présenter. Lorsqu'on cultive des impatientes de Nouvelle-Guinée dans un environnement avec une température comprise entre 24 et 27 °C, la plante-hôte est très symptomatique. Cependant, lorsqu'on les cultive dans un environnement à seulement 10 degrés de moins, il est peu probable qu'il y ait des symptômes observables de la maladie.

## Insectes vecteurs
L'INSV est un virus qui repose sur la transmission vectorielle pour infecter de nouveaux hôtes et se propager. Cette transmission est réalisée par des insectes appelés thrips des petits fruits (Frankliniella occidentalis) originaires de la moitié ouest de l'Amérique du Nord.
Bien que les thrips des petits fruits aient été à une certaine époque des ravageurs cantonnés  dans l'ouest des États-Unis et du Canada, leur propagation s'est maintenant étendue au monde entier. Ils sont désormais considérés comme le ravageur le plus sérieux des plantes cultivées en floriculture dans une grande partie du monde.
Les femelles pondent entre 150 et 300 œufs au cours de leur vie, chaque descendant ayant une durée de vie d'environ 28 jours. La plus grande partie de leur vie se déroule au stade adulte.
Ces thrips sont extrêmement difficiles à éliminer de leurs plantes-hôtes, car ils s'enfoncent souvent profondément dans les fleurs, les bourgeons et d'autres zones difficiles à atteindre avec des insecticides. Ainsi, même si on pulvérise régulièrement des insecticides sur les plantes, l'INSV et d'autres virus disséminés par des insectes ne peuvent pas toujours être exclus lors du diagnostic.

## Méthodes de lutte
La lutte contre le virus des taches nécrotiques de l'impatiente est principalement basée sur des méthodes prophylactiques, consistant notamment à éliminer l'insecte vecteur et à détruire tout matériel végétal infecté.
En règle générale, une façon de gérer un problème viral est de se débarrasser des vecteurs susceptibles de transmettre la maladie, par exemple à l'aide d'insecticides. Une autre méthode acceptable serait d'utiliser des variétés de plantes résistantes. Ces plantes tueraient toutes les cellules infectées, ne permettant pas au virus de se propager. En outre, une plus grande distance entre les plantes pourrait contribuer à réduire la propagation de la maladie, ne permettant pas la transmission virtuelle du virus. Cela peut être fait en luttant contre les mauvaises herbes et les thrips, vecteurs les plus courants de la transmission. 
La lutte chimique à l'aide d'herbicides et d'insecticides peut être mise en œuvre et constitue la meilleure façon de maîtriser la maladie. Si le virus reste un problème dans une zone donnée, on peut planter d'autres plantes qui n'ont pas les caractéristiques requises pour une infection par l'INSV.

## Référence biologique
- (en) ICTV : Impatiens necrotic spot orthotospovirus  (consulté le 24 janvier 2021)